# Tounatea grandiflora
Tounatea grandiflora là một loài thực vật có hoa trong họ Đậu. Loài này được (Vahl) Pittier miêu tả khoa học đầu tiên năm 1939.